# Clement Dorsey
Clement Dorsey (* 1778 bei Oakland, Anne Arundel County, Maryland; † 6. August 1848 in Leonardtown, Maryland) war ein US-amerikanischer Politiker. Zwischen 1825 und 1831 vertrat er den Bundesstaat Maryland im US-Repräsentantenhaus.

## Werdegang
Clement Dorsey besuchte das St. John’s College in Annapolis. Nach einem anschließenden Jurastudium und seiner Zulassung als Rechtsanwalt begann er in diesem Beruf zu arbeiten. Zwischen 1812 und 1818, also auch während des Britisch-Amerikanischen Krieges, war er Major in der Miliz von Maryland. In den 1820er Jahren schloss sich Clement Dorsey der Bewegung um Präsident John Quincy Adams an. Später wurde er Mitglied der National Republican Party.
Bei den Kongresswahlen des Jahres 1824 wurde Dorsey im ersten Wahlbezirk von Maryland in das US-Repräsentantenhaus in Washington, D.C. gewählt, wo er am 4. März 1825 die Nachfolge von Raphael Neale antrat.  Nach zwei Wiederwahlen konnte er bis zum 3. März 1831 drei Legislaturperioden im Kongress absolvieren. Nach dem Amtsantritt von Präsident Andrew Jackson im Jahr 1829 wurde innerhalb und außerhalb des Kongresses heftig über dessen Politik diskutiert. Dabei ging es um die umstrittene Durchsetzung des Indian Removal Act, den Konflikt mit dem Staat South Carolina, der in der Nullifikationskrise gipfelte, und die Bankenpolitik des Präsidenten. Dorsey und seine Partei standen in Opposition zu Jackson und dessen Demokratischer Partei.
Im Jahr 1832 strebte Clement Dorsey erfolglos seine Rückkehr in den Kongress an. Danach war er bis zu seinem Tod am 6. August 1848 Richter im fünften Gerichtsbezirk von Maryland.